# Friedrich Lang (Pilot)
Friedrich Lang (* 12. Januar 1915 in Mährisch Trübau; † 29. Dezember 2003 in Hannover) war ein „Stuka“-Pilot der deutschen Luftwaffe im Zweiten Weltkrieg und Träger des Ritterkreuz des Eisernen Kreuzes mit Eichenlaub und Schwertern.

## Frühe Karriere
Friedrich Lang studierte Flugzeugbau an der technischen Hochschule in Breslau und trat im Oktober 1935 der 9. Kompanie des Infanterie-Regiments 28 bei. Im März 1936 wurde er zum Bodenpersonal des Kampfgeschwaders 153 versetzt. Im Anschluss besuchte er die Luftkriegsschule in Dresden und die Kampffliegerschule in Lechfeld, wo er am 1. Januar 1938 zum Leutnant befördert wurde. Hier wurde Lang zum Kampfbeobachter auf Dornier Do 23-, Junkers Ju 52- und Heinkel He 46-Flugzeugen ausgebildet. Im Juli 1938 kam er schließlich zur 1. Staffel des Sturzkampfgeschwaders 163, wo er auf den Sturzkampfbombern Henschel Hs 123 und Junkers Ju 87 weitergebildet wurde.

## Zweiter Weltkrieg
Am 1. Mai 1939 wurde seine Staffel in I. Gruppe im Stuka-Geschwader 2 „Immelmann“ umbenannt und nahm am Überfall auf Polen und am Westfeldzug teil. Hier wurde er am 8. Juni 1940 schwer verwundet und lag bis August 1940 im Lazarett in Heidelberg. 1941 flog er mit seinem Geschwader Einsätze am Mittelmeer und es gelang ihm, schwere Treffer auf zwei britischen Zerstörern zu landen. Sein Geschwader wurde im Anschluss an die Ostfront verlegt, wo er am 23. November 1941 das Ritterkreuz des Eisernen Kreuzes erhielt. Ende Oktober 1942 wurde er als Verbindungsoffizier der Luftflotte 4 zum AOK 17 eingesetzt und am 21. November 1942 mit dem Eichenlaub ausgezeichnet. Am 1. April 1943 übernahm er das Kommando über die III. Gruppe des Stuka-Geschwaders 1 und absolvierte seinen 1000. Feindflug am 7. März 1944 südlich von Witebsk. Nachdem er am 1. September 1943 die Beförderung zum Major erhalten hatte, übernahm er vertretungsweise die I. Gruppe des Schlachtgeschwaders 151 als Gruppenkommandeur. Am 1. Juli erhielt die Aufgabe eines Geschwaderkommodore des Schlachtgeschwaders 101, bevor er am 4. Juli 1944 mit den Schwertern zum Ritterkreuz ausgezeichnet wurde. Vom 9. Februar 1945 bis 13. März 1945 übernahm Lang stellvertretend für den verwundeten Hans-Ulrich Rudel das Kommando über das Schlachtgeschwader 2. Bei Kriegsende hatte er den Rang eines Majors inne.

## Bundeswehr
Am 1. Januar 1956 trat Lang in die Bundeswehr ein und war Referent im Führungsstab der Luftwaffe im BMV, bevor er 1960 Kommandeur Truppenschule der Luftwaffe wurde. Im Jahre 1963 war er Leiter Abteilung Infrastruktur in WBK II und ab 1971 Kommandeur des Verteidigungsbezirkskommando 22. Er beendete seine Laufbahn 1973 als Oberst.

## Auszeichnungen
- Eisernes Kreuz (1939) II. und I. Klasse
- Verwundetenabzeichen (1939) in Schwarz am 8. Juni 1940
- Ritterkreuz des Eisernen Kreuzes mit Eichenlaub und Schwertern[1]
  - Ritterkreuz am 23. November 1941
  - Eichenlaub am 28. November 1942 (148. Verleihung)
  - Schwerter am 2. Juli 1944 (74. Verleihung)
- Deutsches Kreuz in Gold am 24. April 1942[1]
- Frontflugspange für Kampf- und Sturzkampfflieger in Gold mit Anhänger „Einsatzzahl 1000“
- Ärmelband Kreta